# Ráztocká hoľa
Ráztocká hoľa (1565 m) – szczyt w zachodniej części Niżnych Tatr na Słowacji, w bocznym ramieniu, odgałęziającym się w kierunku południowym od głównego grzbietu wododziałowego tych gór w szczycie Košarisko. Ramię to tworzy wschodnie obramowanie Doliny Jaseniańskiej (Jasenianská dolina). Ráztocká hoľa tworzy w nim krótki boczny grzbiet opadający we wschodnim kierunku do Doliny Jaseniańskiej i oddzielający doliny dwóch potoków: Husárka i Čremošný potok.
Cały grzbiet Ráztockiej holi zajmowała dawniej duża hala pasterska należąca do wsi Ráztoka w powiecie Brezno. Od dawna już niewypasana w znacznym stopniu zarosła lasem, nadal jednak wierzchołek jest dobrym punktem widokowym. Szlak turystyczny prowadzi zachodnimi zboczami, ale na szczyt od rozdroża Pod Ráztockou hoľou prowadzi znakowana ścieżka.
  Nemecká – Ráztoka – Kopcová – nad Kopcovou – Matušová – Pod Ráztockou hoľou – Ondrejská hoľa – Košarisko. Czas przejścia: 4.45 h, ↓ 3.55 h